# ГЕС Формін
ГЕС Формін — гідроелектростанція у Словенії. Знаходячись між ГЕС Златоличе (вище за течією) та ГЕС Вараждин (Хорватія), входить до складу каскаду на річці Драва, великій правій притоці Дунаю.
У межах проєкту річку перекрили бетонною греблею висотою 49 метрів та довжиною 49 метрів, яка утворила витягнуте по долині Драви на 7 км водосховище Птуй із площею поверхні 3,5 км2 та об'ємом 17,1 млн м3 (корисний об'єм 4,5 млн м3). З нього бере початок прокладений по лівобережжю дериваційний канал, підвідна частина якого має довжину 8,1 км.
У перекриваючому канал машинному залі встановили дві турбіни типу Каплан потужністю по 58 МВт, які використовують напір у 29 метрів та забезпечують виробництво 548 млн кВт·год електроенергії на рік.
Відпрацьована вода для повернення у Драву прямує по відвідній ділянці каналу завдовжки 8,5 км.
Видача продукції відбувається по ЛЕП, розрахованій на роботу під напругою 110 кВ.